# Petaloctenus
Genre
Petaloctenus est un genre d'araignées aranéomorphes de la famille des Ctenidae.

## Distribution
Les espèces de ce genre se rencontrent en Afrique de l'Ouest.

## Liste des espèces
Selon World Spider Catalog (version 17.0, 29/05/2016) :
- Petaloctenus bossema Jocqué & Steyn, 1997
- Petaloctenus clathratus (Thorell, 1899)
- Petaloctenus cupido Van der Donckt & Jocqué, 2001
- Petaloctenus lunatus Van der Donckt & Jocqué, 2001
- Petaloctenus songan Jocqué & Steyn, 1997

## Publication originale
- Jocqué & Steyn, 1997 : Petaloctenus, a new genus of Ctenidae from West-Africa (Arachnida, Araneae). Bulletin de l'Insitut royal des Sciences naturelles de Belgique Entomologie, vol. 67, p. 107-117.